# Jiřina Turečková
Jiřina Turečková (27. září 1924 – 22. června 1989) byla česká a československá politička Komunistické strany Československa a poúnorová poslankyně Národního shromáždění ČSSR, Sněmovny lidu Federálního shromáždění a České národní rady.

## Biografie
Po volbách roku 1960 byla zvolena za KSČ do Národního shromáždění ČSSR za Severomoravský kraj. Mandát nabyla až dodatečně v lednu 1964 po doplňovacích volbách v obvodu Opava poté, co rezignovala poslankyně Ludmila Jankovcová. Uvádí se tehdy jako předsedkyně komise pro školství a kulturu ONV v Opavě a aktivní veřejná a politická pracovnice. Mandát obhájila ve volbách v roce 1964. V Národním shromáždění zasedala až do konce jeho funkčního období v roce 1968.
K roku 1968 se profesně uvádí jako předsedkyně komise ONV z obvodu Opava.
Po federalizaci Československa usedla roku 1969 do Sněmovny lidu Federálního shromáždění (volební obvod Opava), kde setrvala do prosince 1969, kdy rezignovala na poslanecký post. Ve stejném období zasedala i v České národní radě. I zde ale během roku 1969 rezignovala.
Během pražského jara roku 1968 se zmiňuje jako představitelka reformních komunistů na Opavsku. Po invazi vojsk Varšavské smlouvy do Československa ji Ústřední výbor Komunistické strany Československa zařadil na seznam „představitelů a exponentů pravice“. V té době je uváděna jako tajemnice OV KSČ Opava (v databázi ovšem udáván její rok narození 1933).